# Conòpids
Els conòpids (Conopidae) són una família de dípters braquícers. Fan entre 0,5 i 1 cm i la seva reproducció és sexual. Les seves antenes són molt característiques: són molt gruixudes, semblants a una maça. Els conòpids mimetitzen a borinots, abelles i vespes (entre d'altres).
Arreu del món hi ha 831 espècies repartides en 52 gèneres.

## Alimentació i reproducció
Els conòpids s'alimenten principalment del nèctar de les flors, que extreuen amb la seva boca suctora. Els conòpids femelles utilitzen el seu mimetisme per poder-se acostar a l'hoste (abella, vespa, qualsevol himenòpter) sense alarmar-lo, ja que quan hi estigui prou li clavarà l'agulló i li injectarà els ous. Les larves que en sortiran devoraran l'interior de l'amfitrió fins que morirà. Llavors abandonaran la carcassa i ja seran exemplars adults.